# Sombere knolparasolzwam
De Sombere knolparasolzwam (Chlorophyllum olivieri) is een schimmel behorend tot de familie Agaricaceae.

## Kenmerken

### Uiterlijke kenmerken
Hoed
De soort heeft een hoed van 8-18 cm breed met een roomwitte tot lichtbruine hoed die dicht is bedekt rond het gladde, bruinachtige midden van de hoed met dun uitstekende, omzoomde schubben die bijna dezelfde kleur hebben tot iets donkerder bruinachtig. De hoed is bij jonge vruchtlichamen gesloten, de hele paddenstoel is drumstickvormig, later verspreid, halfbolvormig tot afgeplat. 
Steel
De steel is (5) 8-15 cm lang en 1-2 cm dik, glad en witachtig tot licht crème oker. De steelvoet is duidelijk bolvormig verdikt. De steel draagt een dikke, dubbele en omzoomde wollige, meestal beweegbare ring. 
Lamellen
De lamellen zijn wit, relatief dicht bij elkaar en hebben donkerdere randen naarmate ze ouder worden. 
Geur en smaak
Het vlees, dat onopvallend naar een paddenstoel ruikt, wordt oranjerood als het gewond raakt, net als de lamellen en de steel als het wordt aangeraakt. 
Sporenprint
De sporenprint is wit.

### Microscopische kenmerken
De sporen zijn (7,5) 8-11 × 6-8 µm groot, met kiempore. De ballonvormige, vesiculaire cheilocystidia zijn 35-45 µm breed en hiermee breder dan andere soorten uit hetzelfde geslacht.

## Ecologie
De schimmel is een saprobiont die bijna altijd in bossen groeit. Het komt het meest voor in het naaldhoutstrooisel van sparrenbossen, maar zeldzamer ook in andere soorten bossen zoals naald- of gemengde bossen. Het fructureert van de zomer tot de late herfst.

## Verspreiding
De sombere knolparasolzwam komt op grote schaal voor in Europa en is wijd verspreid. In Nederland komt hij algemeen voor.

## Eetbaarheid
De sombere knolparasolzam is eetbaar en een populaire eetbare paddenstoel.